# Карватко, Богдан Владиславович
Богда́н Владисла́вович Карва́тко (укр. Богдан Владиславович Карватко; 6 января 1994, Винница — 20 июня 2022, Лисичанск) — украинский военнослужащий, майор, участник российско-украинской войны. Герой Украины (16 сентября 2022, посмертно).

## Биография
Богдан Карватко родился 6 января 1994 года в городе Винница.
В 2010 году поступил на факультет внутренних войск Учебно-научного института подготовки специалистов для подразделений милиции общественной безопасности и ВР столичной Национальной академии внутренних дел (ныне этот факультет преобразован в Киевский институт Национальной гвардии Украины).
Проходил военную службу в 1-й президентской бригаде оперативного назначения Национальной гвардии Украины.
В июле 2014 года лейтенант Карватко занял должность командира взвода бригады НГУ. Он постепенно поднимался по карьерной лестнице, был командиром батареи и роты, офицером и старшим офицером отделения боевой и специальной подготовки, а в июле 2021 года был назначен старшим помощником начальника отделения боевой и специальной подготовки бригады.
С начала вторжения России на Украину, майор Карватко вместе с военнослужащими своего соединения участвовал в обороне Киева. Им были организованы и оборудованы огневые позиции в районе Киевского водохранилища, которые прикрывали позиции зенитчиков ВСУ. Позже Богдан Карватко возглавлял сводное подразделение, которое участвовало в обороне аэродрома спортивного комплекса «Чайка».
В начале июня 2022 года Богдан Карватко отбыл на восток Украины. Участвовал в боях за Северодонецк Луганской области. Организовывал поиск и эвакуацию местных жителей за реку Северский Донец.
Богдан Карватко погиб 20 июня 2022 года в боях на северных окраинах города Лисичанска, где он осуществлял огневое прикрытие автодороги Северодонецк — Бахмут.

## Награды
- Звание «Герой Украины» с удостоением ордена «Золотая Звезда» (16 сентября 2022, посмертно) — за личное мужество и героизм, проявленные в защите государственного суверенитета и территориальной целостности Украины, верность военной присяге[1].
- Орден «За мужество» III степени (13 января 2023, посмертно) — за личное мужество и самоотверженные действия, проявленные в защите государственного суверенитета и территориальной целостности Украины, верность военной присяге[2].